# Flaminio Massa
Flaminio Massa (Pacentro, 1770 – Milano, 1805) è stato un patriota, avvocato e giornalista italiano.

## Biografia
Flaminio Massa nacque a Pacentro nel 1770 da Pasquale Massa e Clorinda Cossetti, primo di sei figli. Giacobino, amico di Carlo Lauberg, Flaminio Massa prese parte agli avvenimenti politici di Napoli del 1792, quando, insieme a Francesco Mario Pagano e Vincenzo Russo, fondò un'associazione giacobina chiamata Società Patriottica Napoletana, con sede nel quartiere Arenella di Napoli. Una cinquantina di iscritti vennero arrestati e processati, e per tre di loro venne decretata la condanna a morte. Dopo una peregrinazione in Francia, il Massa trovò rifugio a Pavia, contribuendo in maniera determinante all'affermazione dei principi rivoluzionari e alla diffusione della filosofia di Giambattista Vico. Nel 1797 venne nominato presidente dell'istituto di istruzione pubblica della neonata Repubblica di Venezia, dirigendo anche il Redattore Veneto. Sempre nello stesso anno tradusse dal francese la Istoria dello stabilimento del cristianesimo di Voltaire. Dopo il trattato di Campoformio, si recò a Milano, dove fu codirettore insieme a Bartolomeo Benincasa e Giuseppe Compagnoni del Monitore cisalpino, che sostituì il Monitore italiano di Ugo Foscolo, troppo critico nei confronti della politica napoleonica in Italia. Nel 1799, subito dopo la proclamazione della Repubblica Napoletana, fece rientro a Napoli, collaborando al fianco di Francesco Mario Pagano, di cui pubblicò le Opere filosofico-politiche ed estetiche nell'anno 1800. Caduta la Repubblica, fuggì ancora a Milano, dove collaborò, insieme a Melchiorre Cesarotti e Vincenzo Monti, alla pubblicazione de Il Parnasso democratico (1801-1802) con il componimento poetico La pace. Morì di tisi a Milano nel 1805, a soli 35 anni.

## Opere
- Discorso del cittadino Massa pronunciato nel giorno 4 giugno alla Società di pubblica istruzione la quale ne proclamò la stampa, 1797;
- Istoria dello stabilimento del cristianesimo di celeberrimo autore inglese, Milano, Giovanni Capelli, 1797;
- Prospetto d'un giornale che avrà per titolo Il redattore veneto. Il cittadino Massa estensore ai veneziani liberi, 1797;
- Elogio di Mario Pagano ad opera del cittadino Massa, in Opere filosofico-politiche ed estetiche, 1800;
- La Pace, in Il parnasso democratico, ossia Raccolta di poesie repubblicane de' più celebri autori viventi (2 volumi), Milano, 1801.